# Jeppe Hein
Jeppe Hein, född 1 augusti 1974 i Köpenhamn, är en dansk konstnär, verksam i Berlin.

### Modified Social Benches

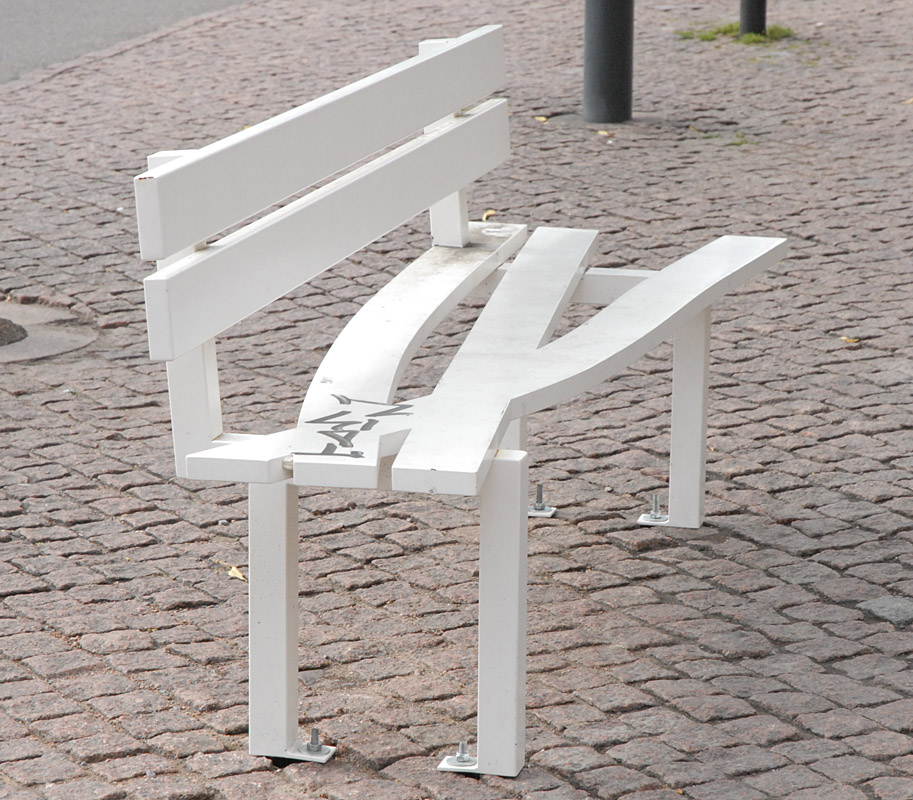
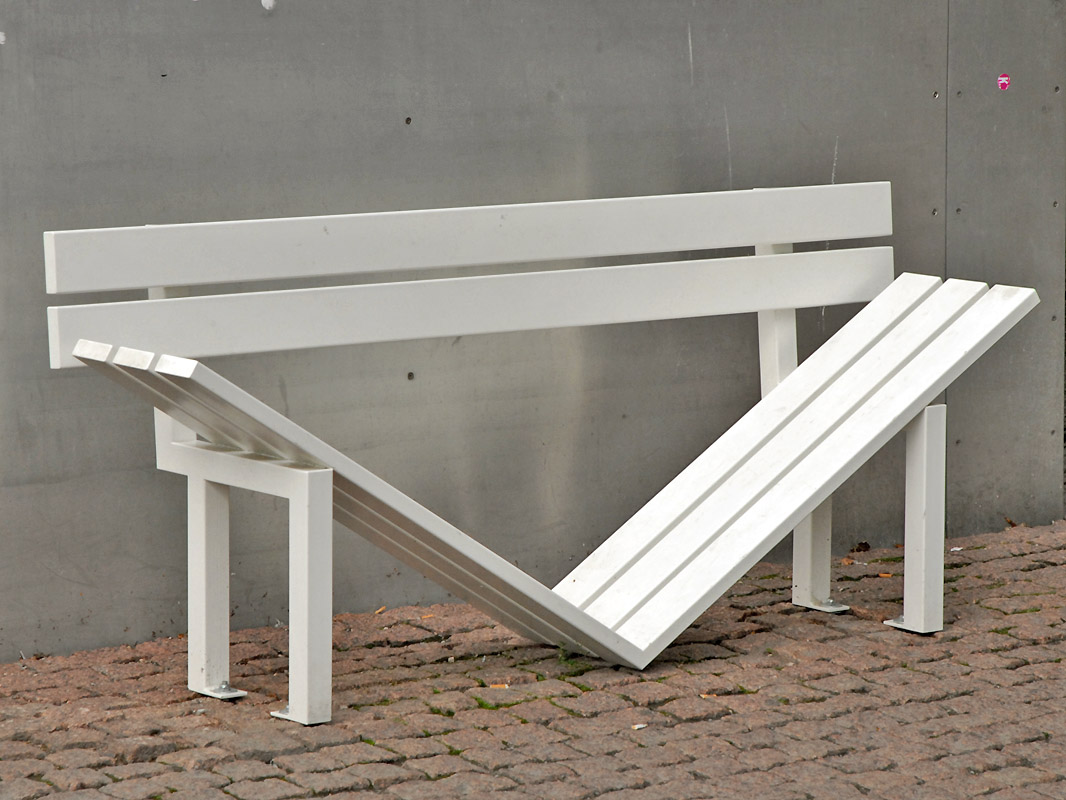
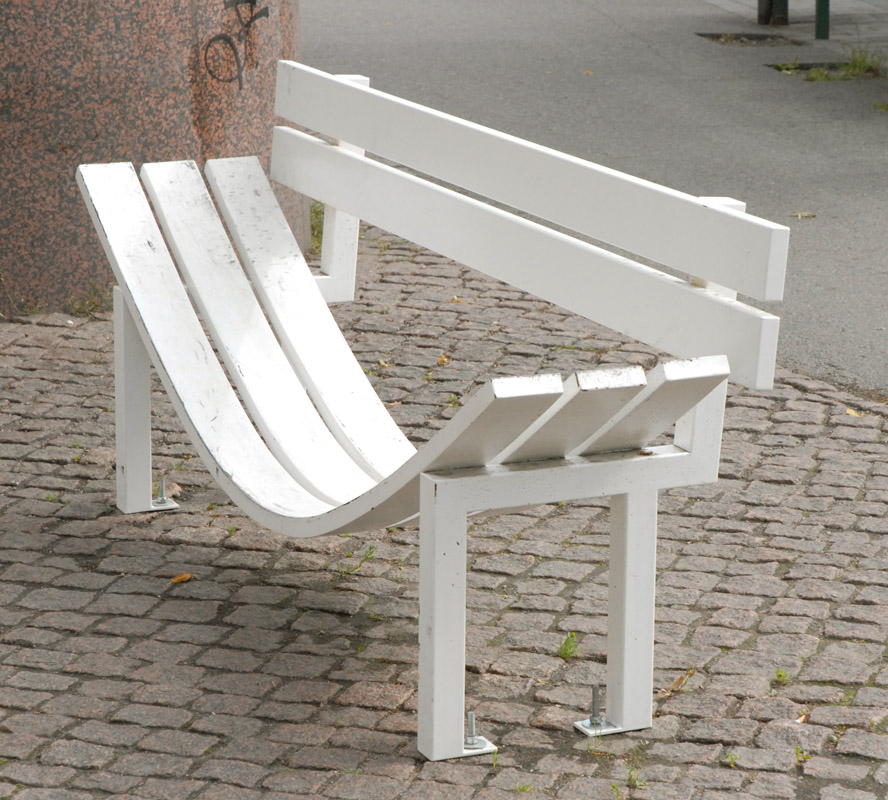